# 개를 훔치는 완벽한 방법
《개를 훔치는 완벽한 방법》은 2014년에 개봉한 대한민국의 영화로, 바바라 오코너의 동명 소설을 원작으로 한다.

## 캐스팅
주연
- 이레 : 지소 역
- 이지원 : 채랑 역
- 홍은택 : 지석 역
- 김혜자 : 노부인 역

조연
- 최민수 : 노숙자 역
- 강혜정 : 정현 역
- 이천희 : 수영 역
- 개리[1] : 월리 역
- 김도엽 : 민섭 역
- 홍상표 : 견인차보관소직원 역
- 김재화 : 담임선생님 역
- 손성찬 : 노부인 운전기사 역
- 최제헌 : 체육선생님 역
- 이태검 : 채랑 아빠 역
- 류아벨 : 스쿠터 언니 역
- 홍상표 : 견인차보관소직원 역

특별출연
- 김원효 : 교통경찰 역
- 샘 해밍턴 : 원어민선생님 역
- 이홍기 : 석구 역
- 이기영 : 박 이사 역
- 조은지 : 채랑 엄마 역
- 타블로 : 지소 아빠 역

## 수상
- 2015년 제35회 황금촬영상 촬영상 - 신인상 - 김형주
- 2015년 제4회 마리끌레르 영화제 특별상